# Asamblea Nacional de Guyana
La Asamblea Nacional de Guyana es el órgano que ejerce el poder legislativo de la República Cooperativa de Guyana. Se conforma por un cuerpo unicameral, y según el artículo 51 de la Constitución guyanesa, el Parlamento está formado por el Presidente de la República y la Asamblea Nacional.

## Integración
La Asamblea Nacional se compone de 65 miembros elegidos mediante representación proporcional plurinominal con listas cerradas. 25 escaños deben ser ocupados en diez distritos electorales de múltiples miembros, mientras que los otros 40 están de acuerdo con el mismo sistema pero al nivel de una circunscripción nacional única. Después de contar los votos, los diferentes escaños se distribuyen de acuerdo con el método Hare en función del cociente simple. Asimismo, la Asamblea Nacional se encarga de elegir al Presidente de Guyana, por un período de cinco años.

## Sede
La Asamblea Nacional se reúne en la Cámara Parlamentaria ubicada dentro de los Edificios Públicos (conocido como Edificio del Parlamento). El Presidente podrá, mediante proclamación, designar cualquier otro lugar como lugar de reunión de la Asamblea Nacional, por cualquier período de tiempo. En 2020, debido a la pandemia de COVID-19, el presidente Irfaan Ali emitió una proclamación en la que se designaba el Centro de Convenciones Arthur Chung como lugar de sesiones provisoria del Parlamento, debido a que su sede no era propicio para garantizar un adecuado distanciamiento físico.

## Período legislativo
El Artículo 70 (3) de la Constitución establece que la duración del período parlamentario es de cinco años a partir del día en el que la Asamblea Nacional, en el marco del nuevo Parlamento, se reúna por primera vez después de haber sido disuelta para una elección general. La Asamblea Nacional es convocada a su primera sesión del período parlamentario mediante una proclamación del Presidente que designa la fecha, hora y lugar de las sesiones.